# Hoffmann-La Roche
Hoffmann-La Roche és una empresa que es dedica a la indústria farmacèutica, té la seu principal a la ciutat de Basilea (Suïssa).
La societat és coneguda sota la marca "Roche" en tots els seus segments i línies de salut: medicaments, i altres productes com vitamines, productes minerals, cosmètics per a la pell i el cabell, a més d'exàmens i diagnòstics.
El seu volum de negoci va arribar a 31.200 milions de francs suïssos, amb un benefici de 3.000 milions. L'empresa és present comercialment a 150 països.